# Son Verí Vell
Son Verí Vell és una urbanització de cases unifamiliars isolades, principalment de segona residència, del terme de Llucmajor. Està situada a la badia de Palma, al costat de l'Arenal, dins terrenys de la possessió de Son Verí de Baix i separada del nucli de l'Arenal pel torrent de Son Verí. L'acompanya l'adjectiu vell d'ençà de final dels anys vuitanta, quan es construí la urbanització veïna de Son Verí Nou.
Abans que es planificàs la urbanització ja s'hi havien bastit cases: es tracta de cinc cases d'abans de la Guerra que foren venudes a santjoaners, motiu pel qual reben el nom de les Cases dels Santjoaners. Es troben davant el Club Nàutic de l'Arenal, al carrer Roses.
La urbanització, que s'anomenà inicialment Ciutat Jardí de Son Verí de Marina, fou projectada per l'arquitecte i urbanista mallorquí Gabriel Alomar i Esteve el 1959 i fou aprovada el 1960. Alomar concebé un tipus d'ordenació fruit de l'evolució dels principis de la ciutat jardí anglosaxona cap a la ciutat jardí turística del Mediterrani. L'objectiu era que totes les cases tenguessen vistes a la mar o a espais verds públics, els quals havien de ser del 25% enfront del 10% que era habitual a les ciutats. Una part de la urbanització inicial, la situada entre s'Arenal i el torrent de Son Verí, fou transformada el 1965 en zona turística amb construcció d'hotels que podien assolir els 30 m d'alçada.